# 촉음
촉음(일본어: 促音, そくおん 소쿠온[*])은 일본어에서 っ 또는 ッ로 표기되는 음절의 하나이다. 음운론의 관점에서 한 모라로 간주되나, 원칙적으로는 단독으로는 존재하지 않고, 뒷 글자가 か·さ·た·ぱ행인 두 개의 가나 사이에 나타나는 형태로 나온다. 촉음이 있을 때에는 뒷 글자의 자음을 길게 발음한다. 가끔씩 감탄사를 표현할 때 촉음이 음절 끝에 올 때는 성문 파열음이 된다.

## 표기
- 가나로는 つ, ツ로 표기되나, 보통의 つ와 구분하기 위해 일반적으로 작게 っ, ッ로 표기된다.
- 로마자로는 뒤에 계속되는 자음 문자를 겹쳐서 쓴다. 단, 헵번식 로마자 표기법에서 っち 부분의 ch 표기가 뒤따르는 경우에는 tch로 표기하기도 한다. (예: あった = atta, あっち = atchi/atti)
  - 컴퓨터의 로마자 입력에서는 tch가 인식되지 않고 대신 cch가 일반적으로 인식된다. 촉음 기호를 단독으로 치고자 할 때는 xtu, ltu, ltsu 등의 입력 방법이 있다.
- 음운론에서의 음소의 표기로는 /Q/라고 표기한다.
- 대한민국의 외래어 표기법에서는 무조건 받침 ㅅ이다.

## 같이 보기
- 한글의 받침